# تترابنازین
تترابنازین (به انگلیسی: Tetrabenazine)
رده درمانی: سداتیو – هیپوتیک.
اشکال دارویی: قرص

## موارد مصرف
تترابنازین در درمان اختلالات حرکتی مانند بیماری کره و دیستونی مصرف دارد . قبلاً به عنوان آنتی سایکوتیک نیز مصرف میشد.

## مکانیسم اثر
تترابنازین اثرات ضد حرکتی خود را از طریق مهارVMAT انجام میدهد.

## عوارض جانبی
افت فشارخون وضعیتی، عوارض خارج هرمی، سرگیجه، اختلالات گوارشی